# Aconitum kusnezoffii
Aconit de Kusnezoff
Espèce
Aconitum kusnezoffii, l’aconit de Kusnezoff, est une plante à fleur de la famille des Ranunculaceae, dont l’aire d’origine s'étend de la Sibérie jusqu'à la Mongolie, la Corée et le nord de la Chine.
Elle comporte une tige dressée de 80 à 150 cm de hauteur, des feuilles palmatiséquées et des fleurs en forme de casque de Jupiter bleu-violet, regroupées dans une inflorescence terminale.
C’est une plante hautement toxique en raison de la présence d’alcaloïdes diester diterpéniques très toxiques mais qui peuvent être pris à faibles doses quand la  plante est utilisée comme matière médicinale. Le tubercule (caudex) ou caowu 草乌 en chinois, après un traitement de détoxification est utilisé pour traiter les arthralgies dues au froid et à l’humidité, les douleurs froides dans les articulations, les douleurs abdominales froides en médecine traditionnelle chinoise
Le médecin taoïste chinois Hua Tuo (110-207) était réputé avoir pratiqué des opérations chirurgicales après avoir donné à boire une décoction de plantes médicinales narcotiques (dont le caowu) aux patients.
À la fin du XVIIIe siècle, le chirurgien japonais Hanaoka Seishū, mit au point une formulation d’un composé de plantes médicinales qui avait des propriétés pharmacologiques semblables à celles de la décoction de Hua Tuo. En 1804, il put effectuer la première intervention chirurgicale réussie dans le monde sous anesthésie générale.
Les techniques empiriques de détoxification du caowu, sans contrôle quantitatif et chimique ne garantissent pas une dose d’alcaloïdes diester diterpénique optimum en raison des variations importantes dans les tubercules bruts en fonction du site de la récolte, de l’époque de la récolte, des aléas climatiques, des conditions de séchage et de stockage.

## Nomenclature et étymologie
L’espèce a été décrite et nommée Aconitum kusnezoffii par le botaniste allemand, professeur d’histoire naturelle à Dresde, Ludwig Reichenbach (1793-1879), dans Illustratio Specierum Aconiti Generis, pl. 21. (1823).
Le nom de genre Aconitum, en latin, vient du grec ancien ἀκόνιτον / akoniton « aconit » (Dioscoride, IV, 77).
L’épithète spécifique  kusnezoffii a été dédié à un certain Kusnezoff, pour l’instant non identifié avec certitude. Ludwig Reichenbach termine sa notice sur l’espèce en indiquant en latin « Patria. Hab. "Kamtschatka" Kusnezoff ! ». Carl Maximowicz (dans Mémoires présentés à l'Académie impériale des Sciences de St. Pet) décrit l’espèce avec une autre orthographe: Aconitum Kusnetzowii Rechb.

## Synonymes
Selon POWO, le nom valide Aconitum kusnezoffii possède les synonymes hétérotypiques suivants:
- Aconit birobidshanicum Vorosch.
- Aconitum gibiferum Rchb.
- Aconitum kusnezoffii subsp. birobidshanicum (Vorosch.) Luferov
- Aconitum kusnezoffii var. 'birobidshanicum' (Vorosch.) SX Li
- Aconitum kusnezoffii var. 'crispulum' WT Wang
- Aconitum kusnezoffii var. 'gibbiferum' (Rchb.) Regel
- Aconitum kusnezoffii lusus latisectum Regel
- Aconitum kusnezoffii var. 'multicarpidium' Tolgor & HY Bao
- Aconitum kusnezoffii var. 'nutans' Finet & Gagnep.
- Aconitum kusnezoffii var. 'pilosum' YZ Zhao
- Aconitum kusnezoffii lusus tenuisectum Regel
- Aconitum kusnezoffii var. 'Yamatsutae' (Nakai) Kitag.
- Aconitum napellus lusus altaicum Regel
- Aconitum napellus lusus ramosum Regel, nom. illégitime.
- Aconitum ningwuense WT Wang
- Aconitum pulcherrimum Nakai
- Aconitum pulcherrimum subsp. birobidshanicum (Vorosch.) Vorosch.
- Aconitum pulcherrimum subsp. luferovii Vorosch.
- Aconitum pulcherrimum' var. 'tenuisectum' (Regel) Nakai
- Aconitum qianxiense WTWang
- Aconitum triphylloides Nakai
- Aconit villosum Maxim., nom. illégitime.
- Aconit volubile var. 'pulcherrimum' (Nakai)
- Aconitum yamatsutae Nakai

## Description
Le site Flora of China, distingue 211 espèces d’Aconitum poussant en Chine, dont 166 endémiques. Au niveau mondial, le nombre d'espèces d’Aconitum est évalué à plus de 400.

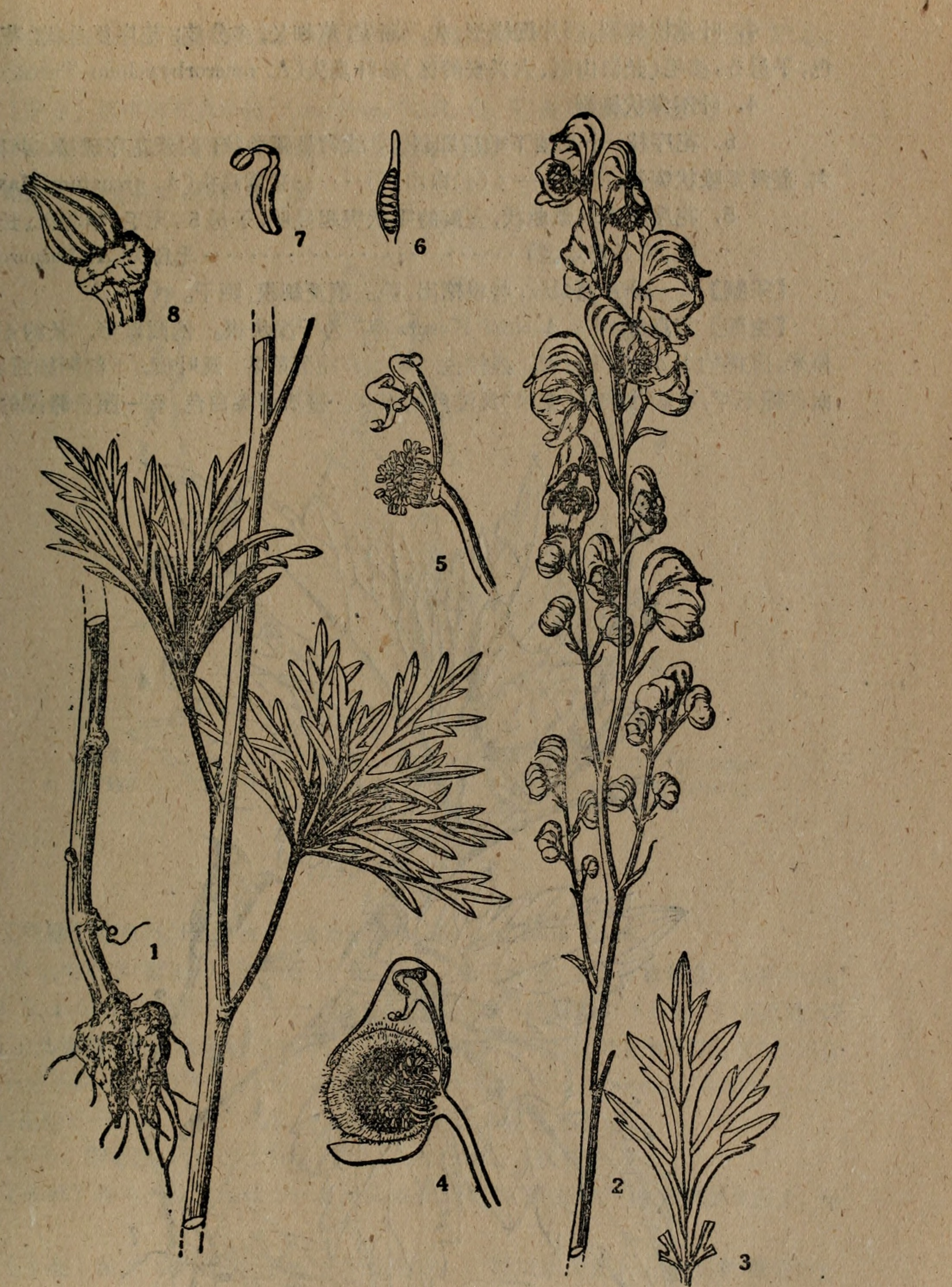
Aconitum kusnezoffii 3. segment central
4. coupe de la fleur 5. fleur après retrait du périanthe, montrant les nectaires et l’androcée
7. étamine 8. gynécée

Aconitum kusnezoffii est une plante géophyte vivace, comportant une tige de 80 à 150 cm de hauteur, légèrement pubescente et ramifiée, avec des feuilles régulièrement disposées le long de la tige. La partie supérieure des racines, possède un renflement tubérisé, nommé caudex en botanique, de forme conique plus ou moins allongé, de 2,5 à 5 cm de longueur et de 7–12 mm de diamètre qui se renouvelle chaque année et produit de nouveaux caudex latéraux, recherchés par les distributeurs de plantes médicinales chinoises.
Les feuilles de la base sont flétries à l’anthèse, celles du milieu pétiolées avec un pétiole de 3 à 11 cm. Le limbe foliaire est pentagonal, palmatiséqué, de 9–16 cm de long sur 10-−20 cm de large, papyracé ou subcoriace, la face supérieure légèrement pubescente. Il comporte un segment central rhombique, à apex acuminé, sous-penné divisé ou lobé et des segments latéraux obliquement flabellés, inégalement divisés en 2 parties.
L’inflorescence est terminale, et porte de 9 à 22 fleurs ; le rachis et les pédicelles sont glabres.
La fleurs possède 5 sépales de couleur bleu-violet, veinés d’indigo sur un fond clair, pétaloïdes, abaxialement pubescents ou presque glabres. Le sépale supérieur, de 1,5 à 2,5 cm de haut, à bec, est connu sous le nom de casque de Jupiter ou galea en raison de sa forme ; il protège les structures reproductrices internes. Les sépales latéraux de 1,4 à 1,6(–1,7) cm. Il existe en principe 2 à 4 pétales vrais, mais ils sont souvent petits et cachés sous le casque de Jupiter. Les étamines sont nombreuses (plus de dix) et glabres. Il y a (4 à) 5 carpelles libres, se prolongeant par un style.
Le fruit (produit par la transformation des carpelles de la fleurs) est composé de (4 à) 5 follicules, de (0,8--)1,2--2 cm, contenant des graines.
La période de floraison et de fructification s’étale de juillet à septembre.
A. kusnezoffii est très proche de A. carmichaelii, et les deux espèces sont difficiles à distinguer par les seuls caractères morphologiques (voir la clé 4 de Flora of China).

## Distribution et habitat
Selon POWO, l'aire de répartition naturelle de cette espèce s'étend de la Sibérie jusqu'en Corée et dans le nord de la Chine: Russie (Amour, Bouriatie, Irkoutsk, Khabarovsk, Primorye), Mongolie, Corée, Chine Centre-Nord (Hebei, Heilongjiang, Jilin, Liaoning, Mongolie intérieure, Shanxi).
Cette espèce pousse sur les pentes herbeuses, les prairies, dans les forêts, les lisières forestières et les bords de ruisseaux, entre 2 000 et 2 400 m d’altitude (Flora of China). Pour l’Encyclopédie de Chine Zhōngguó dà bǎikē quánshū 中国大百科全书, elle pousse sur les pentes de montagnes ou dans les forêts clairsemées à l’altitude de 1 000 à 2 400 m dans le Shanxi, Hebei et Sud de la Mongolie intérieure, et sur les flancs de collines à une altitude de 200 à 450 m dans le Nord de la Mongolie intérieure, aux Jilin et Heilongjiang.

## Utilisations

### Utilisations médicinales
Le caudex séché d’Aconitum kusnezoffi (Aconiti kusnezoffi radix), aussi connu en Chine sous le nom de caowu 草乌, est une matière médicinale enregistrée dans la Pharmacopée chinoise.
La récolte les tubercules (caudex) se fait en automne, lorsque les feuilles et les tiges sont fanées ; le caowu est le caudex principal (alors que le fuzi de Aconitum carmichaelii est un caudex latéral dit "fille"). Le caudex principal est séparé de la plante et débarrassé de la terre et des radicelles. Le caowu est généralement récolté à l’état sauvage alors que le fuzi issu d’Aconitum carmichaelii est largement cultivé pour répondre à une demande très importante en MTC. Mais en raison de sa forte toxicité, le caowu est principalement réservé aux usages médicinaux et est manipulé avec une extrême prudence.
Le caowu est un tubercule conique, de 2 à 7 cm de long, et de 0,6 à 1,8 cm de diamètre. Il contient les alcaloïdes diester diterpéniques (en C20), très toxiques, bien connus pour affecter la fonction cardiaque et le système nerveux central.
Un cas d’empoisonnement par caowu a été mentionné chez un chinois de 48 ans qui avait consommé un vin médicinal avant d’être admis au service des urgences d’un hôpital. Il avait ressenti des douleurs thoraciques, des engourdissements sur tout le corps, puis une dyspnée. Outre la toxicité cardiaque typique, le patient souffrait également d'une hémorragie rénale polykystique. L’hémorragie rénale a pu être maitrisée le troisième jour. Le patient a pu quitter l'hôpital au bout d'une semaine.
Très toxique, voire mortel, le caowu doit, préalablement à son emploi, être préparé (paozhi 炮制): pour cela, on le fait macérer dans de l’eau froide puis on le fait longuement bouillir avec de la réglisse gancao 干草 et du soja noir heidou 黑豆, afin de réduire sa toxicité.
Li Shizhen dans Bencao gangmu (1594) indique que le jus séché de caowu était utilisé par les chasseurs pour empoisonner leurs flèches.
Pour une analyse plus complète de la toxicité des Aconitum voir l’article 
.
Dans la terminologie de la Médecine traditionnelle chinoise (MTC), le caowu est piquant, amer, chaud par nature, hautement toxique. Il a pour fonction de dissiper le Vent et d’éliminer l’Humidité (deux agents pathogènes), de réchauffer les menstruations et de soulager la douleur.
Le caowu est utilisé en Chine et dans les pays voisins, pour traiter les arthralgies dues au froid et à l’humidité, les douleurs froides dans les articulations, les douleurs abdominales froides, etc.. Une étude taïwanaise de Lai et al. (2012) a clairement montré que les constituants du Radix Aconiti Kusnezoffii préparé peuvent réduire la douleur de manière dose-dépendante. Les souris traitées avec du Radix Aconiti Kusnezoffii préparé ont des niveaux considérablement accrus d'activités de glutathion peroxydase, de glutathion réductase et de superoxyde dismutase dans le foie par rapport aux témoins non traités. Les propriétés pharmacologiques analgésiques et anti-inflammatoires de Radix Aconiti Kusnezoffii peuvent être attribuées à l'élévation des enzymes hépatiques antioxydantes pour éradiquer les radicaux libres.
Une autre étude de Gao, Ma et al. (2011), a isolé quatre fractions de polysaccharides hydrosolubles du caudex de A. kusnezoffii pour étudier leurs activités antioxydantes et immunologiques. Une des fractions (WKCP-A) obtenue par chromatographie, séparée (éludée) avec une solution de chlorure de sodium NaCl, a présenté des activités de piégeage notable du radical DPPH, du radical hydroxyle (radical libre de formule chimique HO•), de l’anion superoxyde O2•−, du peroxyde d’hydrogène H2O2, et une capacité de chélation de l’ion ferreux (Fe2+) et un pouvoir réducteur. En outre, un essai immunologique in vivo sur des souris a montré cette même fraction pouvait augmenter de manière plus significative la prolifération des lymphocytes spléniques et la phagocytose des macrophages que les autres fractions. Par conséquent, les polysaccharides hydrosolubles d’A. kusnezoffi peuvent être considérés comme de nouveaux antioxydants naturels et des agents immunostimulants.
Emploi dans une formule anesthésique
Hua Tuo (110-207) un célèbre médecin  de la fin de la dynastie Han est réputé avoir utilisé des formulations à base de plusieurs plantes médicinales, y compris du caowu (A. kusnezoffii), pour faire une sorte d’anesthésie (Nai-Shin Chu ).
Mais les travaux de Salguero (2009) ont suggéré que les prodiges chirurgicaux de Hua Tuo, ne doivent pas être pris à la lettre mais doivent être situés dans le contexte de la littérature centrée sur le miraculeux, le bizarre et le fantastique, très développée à l'époque, par suite de l’influence du bouddhisme indien.
Seize siècles plus tard, un chirurgien japonais de l’Époque d'Edo, Hanaoka Seishū, est crédité de la première utilisation réussie de l’anesthésie générale dans le monde pour des interventions chirurgicales. Pour passer du merveilleux religieux à la réalité concrète, il a utilisé un composé de plantes médicinales qui avaient des propriétés pharmacologiques semblables à celles du composé de Hua Tuo. Selon Masaru Izuo (2004), la liste les plantes de son Tsusensan pour pratiquer une anesthésie générale était
| Composition du Tsusensan   |                               |                                   |       |
| Noms japonais              | Nom d’espèce                  | Composants actifs                 | Ratio |
| 1. Mandarage Chosen-Asagao | Datura stramonium             | Hyoscyamine, Atropine Scopolamine | 8     |
| 2. So-Uzu Torikabuto       | Aconitum japonicum            | Jesaconitine Mesaconitine         | 2     |
| 3. Byakushi Yoroigusa      | Angelica dahurica             | Acide angélique                   | 2     |
| 4.Toki                     | Angelica acutiloba            | Butyliden phthalide               | 2     |
| 5. Senkuy                  | Cnidium officinale            | Acide sedanoïque                  | 2     |
| 6. Tennan-sho Mamushigusa  | Arisaema serratum (japonicum) | Triterpène, Saponine              | 1     |

Le mélange était transformé en pâte, bouilli dans l'eau, puis administré comme boisson, le matin à jeun. Après deux à trois heures, le patient devenait peu sensible à la douleur et perdait conscience et restait 4 à 5 heures dans cet état, le temps de l’intervention.
Les deux matières médicales principales étaient le Datura stramonium et l’Aconitum (So-Uzu en japonais). L’aconit était vraisemblablement Aconitum japonicum, une espèce originaire du Japon. Les substances actives du Tsūsensan étaient : la scopolamine, l'hyoscyamine, l'atropine, l'aconitine et l'angelicotoxine. Il procéda par essai et erreur pour trouver le dosage optimum des composés. Sa mère et sa femme lui proposèrent qu’il procéda à ses essais sur elles.
Le 13 octobre 1804, Hanaoka a exécuté une mastectomie partielle pour le cancer du sein de Kan Aiya, en utilisant le Tsūsensan comme anesthésique général. Ceci est considéré aujourd'hui comme la première documentation fiable d'une opération exécutée sous anesthésie générale. Presque quarante ans avant l'anesthésie générale de Crawford Long à l'éther, à Danielsville, en Géorgie. En Occident, on était passé des plantes médicinales aux principes actifs parfaitement dosés c'est-à-dire à la chimie médicale.